# Dissochaeta bracteata
Dissochaeta bracteata là một loài thực vật có hoa trong họ Mua. Loài này được (Jack) Blume mô tả khoa học đầu tiên năm 1831.